# Killer Kowalski
Pour les articles homonymes, voir Kowalski.
Edward Władysław Spulnik est un catcheur (lutteur professionnel) et un entraîneur de catch canadien d'origine polonaise, né le 13 octobre 1926, et mort le 30 août 2008 et plus connu sous le nom de ring de Wladek « Killer » Kowalski. 

## Biographie

### Jeunesse
Edward Władysław Spulnik est le fils d'un couple d'immigrants polonais. Il grandit à Windsor en Ontario et se met à faire de la musculation. Après le lycée, il étudie à l'Assumption College pour devenir ingénieur électricien. Après ses études, il part travailler à Détroit pour Ford Motor Company,.

### Carrière de catcheur
Kowalski commence sa carrière en 1947. Ce géant de plus de 2 mètres au physique longiligne devient rapidement l'antagoniste des plus prestigieux lutteurs nord-américains de son époque. Il lutte pour de nombreuses promotions, y compris la National Wrestling Alliance et la World Wrestling Entertainment (alors WWWF : World Wide Wrestling Federation) et obtient de nombreux titres de champion, notamment grâce à sa « Killer Clutch », une compression manuelle très douloureuse de l'estomac. 
Lors d'un match contre Yukon Eric au Forum de Montréal au Canada, le 15 octobre 1952, il arrache une partie de l'oreille de son adversaire (déjà fragilisée par le phénomène d'oreille en chou-fleur propre à la pratique intensive de la lutte, et ce de façon très prononcée chez Eric). Il pratique un style violent, n'hésitant pas à matraquer, malmener, voir étrangler ses adversaires. Cet incident et son style lui vaudront le surnom de « Killer » (« le tueur ») ainsi que l'inimitié de la foule.
Après trente ans de carrière, il prend sa retraite des rings en 1977 et ouvre par la suite une école de catch dans la ville de Malden aux États-Unis. Nombre de ses élèves profiteront d'une carrière à succès, notamment Big John Studd, Triple H ou encore Jonathan Curtis. Il figure dans le Hall of Fame de la WWE depuis 1996.